# 이의영 (1951년)
이의영(李義寧, 1951년 1월 6일~)은 대한민국 제10·11·12대 충청북도의원이다. 제6대 청원군의원(2010. 7.~2014. 5.)을 지냈다.

## 학력
- 오창초등학교
- 오창중학교
- 청주대성고등학교
- 청주대학교 경영학과 졸업

## 경력
- 새마을지도자 청원군협의회 회장
- 청원군 오창읍 도암리 이장
- 2010. 7.~2014. 5. 제6대 충청북도 청원군의회 의원
  - 2012. 7.~2014. 5. 제6대 충청북도 청원군의회 후반기 의장
- 2014년 7월 1일 ~ 2018년 6월 30일: 제10대 충청북도의회 의원
  - 2016. 7.~2018. 6. 제10대 충청북도의회 후반기 산업경제위원회 위원장
- 2018년 7월 1일~2022년 6월 30일: 제11대 충청북도의회 의원
- 2022년 7월 1일~: 제12대 충청북도의회 의원
  - 제12대 충청북도의회 전반기 의회운영위원회 위원
  - 제12대 충청북도의회 전반기 산업경제위원회 위원
  - 제12대 충청북도의회 후반기 부의장

## 역대 선거 결과
|  | 28.56% |

|  | 13.88% |

|  | 42.54% |

|  | 75.38% |

|  | 55.61% |